# 管口鉛筆魚
貝氏鉛筆魚（学名：Nannostomus eques）為輻鰭魚綱脂鯉目脂鯉亞目鱂脂鯉科的其一種。

## 分布
本魚分布於南美洲巴西、祕魯的亞馬遜河流域。

## 特徵
本魚魚體細長，魚體被一條銀色平行條紋分成上下不同兩個顏色：條紋上方部分呈褐色，有黑色的棋盤圖案，下方則有一條寬而黑的條紋，一直伸展至尾鰭的下葉，使牠游動和休息的上傾勢越明顯。尾鰭上半葉和背鰭一樣是無色的。雌魚魚體較為肥厚，顏色較淺。體長可達5公分。

## 生態
本魚棲息在溪流和沼澤中，性情溫和，喜群游，屬雜食性，以蠕蟲、甲殼動物與昆蟲等為食。

## 經濟利用
為觀賞性魚類。